# جنگ ستارگان: دیدگاه‌ها
جنگ ستارگان: دیدگاه‌ها (انگلیسی: Star Wars: Visions) یک مجموعه آنتولوژی کارتونی آمریکایی است که در سال ۲۰۲۱ منتشر شد.

## گزیدهٔ صداپیشگان

### فصل اول
- برایان تی
- آکنو واتانابه
- لوسی لیو
- یوکو سانپئی
- جوزف گوردون لویت
- بابی موینیهان
- تمورا موریسون
- شلبی یونگ
- ریوکو شیرایشی
- نیل پاتریک هریس
- الیسون بری
- کارن فوکوهارا
- مگومی هان
- نیکول بلوم
- کری هیرویوکی تاگاوا
- استفنی شی
- چیناتسو آکاساکی
- کیمیکو گلن
- سیمو لیو
- ماسای اوکا
- آکیو اوتسوکا
- مایکل سینترنیکلاس
- ماساکو نوزاوا
- کایل چندلر
- جیمز هنگ
- دیوید هاربر
- جردن فیشر
- آنا کتکارت
- هنری گلدینگ
- جیمی چانگ
- جرج تاکی
- واتارو تاکاگی
- کئون یونگ
- لورین توسان

### فصل دوم
- اورسولا کوربرو
- لوئیس تُسار
- آنجلیکا هیوستون
- کیت دیکی
- ماکسین پیک
- چاریترا چاندران
- دیزی هاگارد
- وج آنتیلس
- والاس و گرومیت
- اشلی پارک
- دنیل دای کیم
- کامیل کوتین
- لمبرت ویلسون
- سورج شارما
- لیلیت دوبی
- داوید دیگز
- آنیکا نونی رز
- استیون بلوم
- سینتیا اِریوو